# Aquisições territoriais dos Estados Unidos

Imagem Animada representando o crescimento territorial dos EUA.

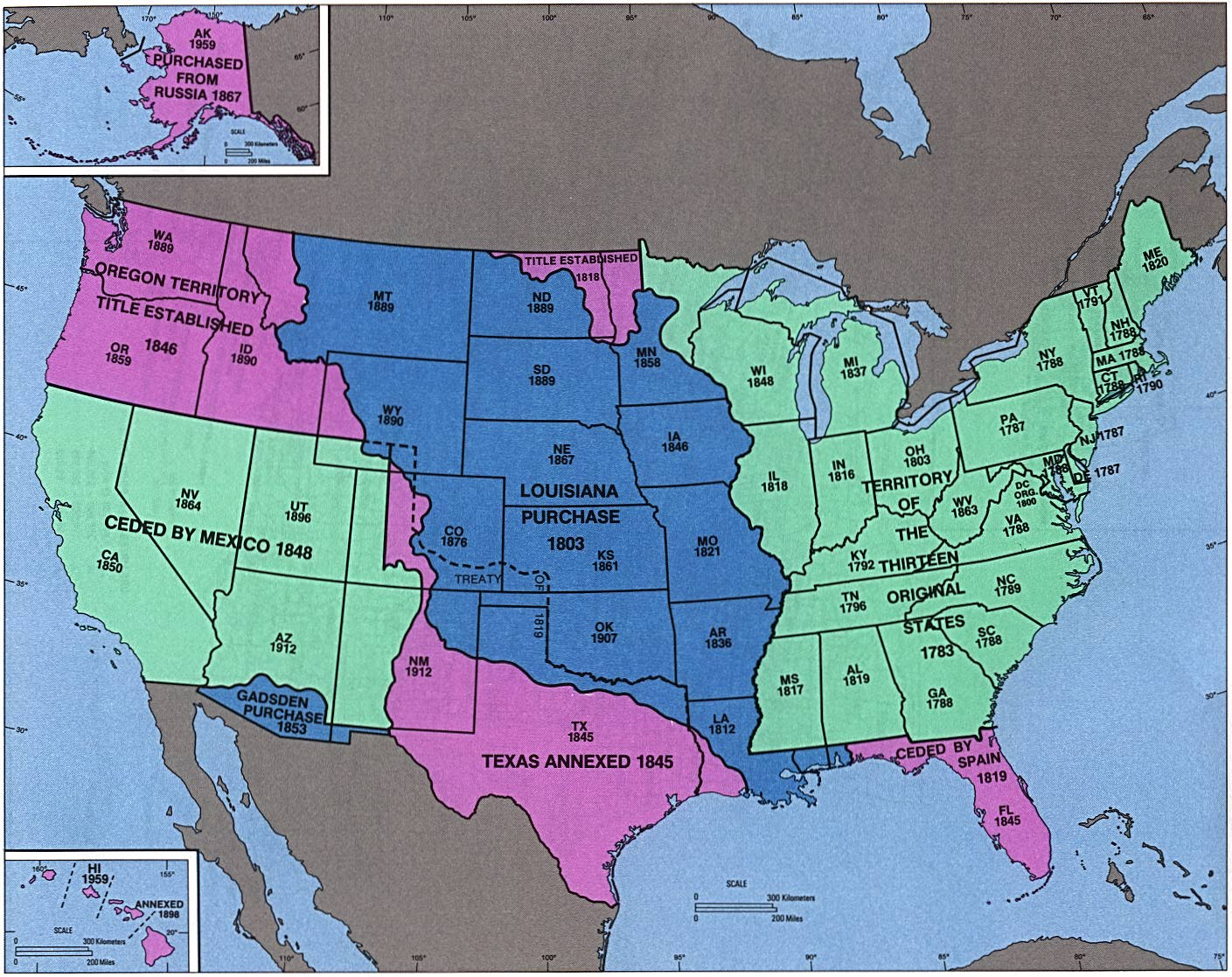
Mapa mostrando as aquisições territoriais e datas dos Estados criado, provavelmente da década de 1970

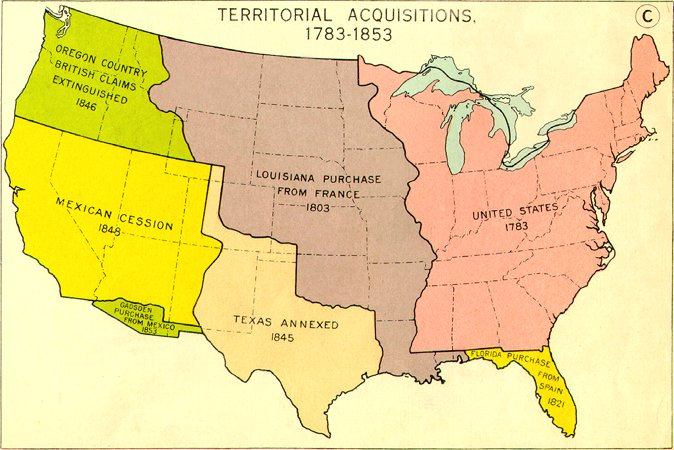
Um mapa do governo americano, provavelmente, criado em meados do século XX, que retrata a história simplificada das aquisições territoriais dentro dos Estados Unidos continentais

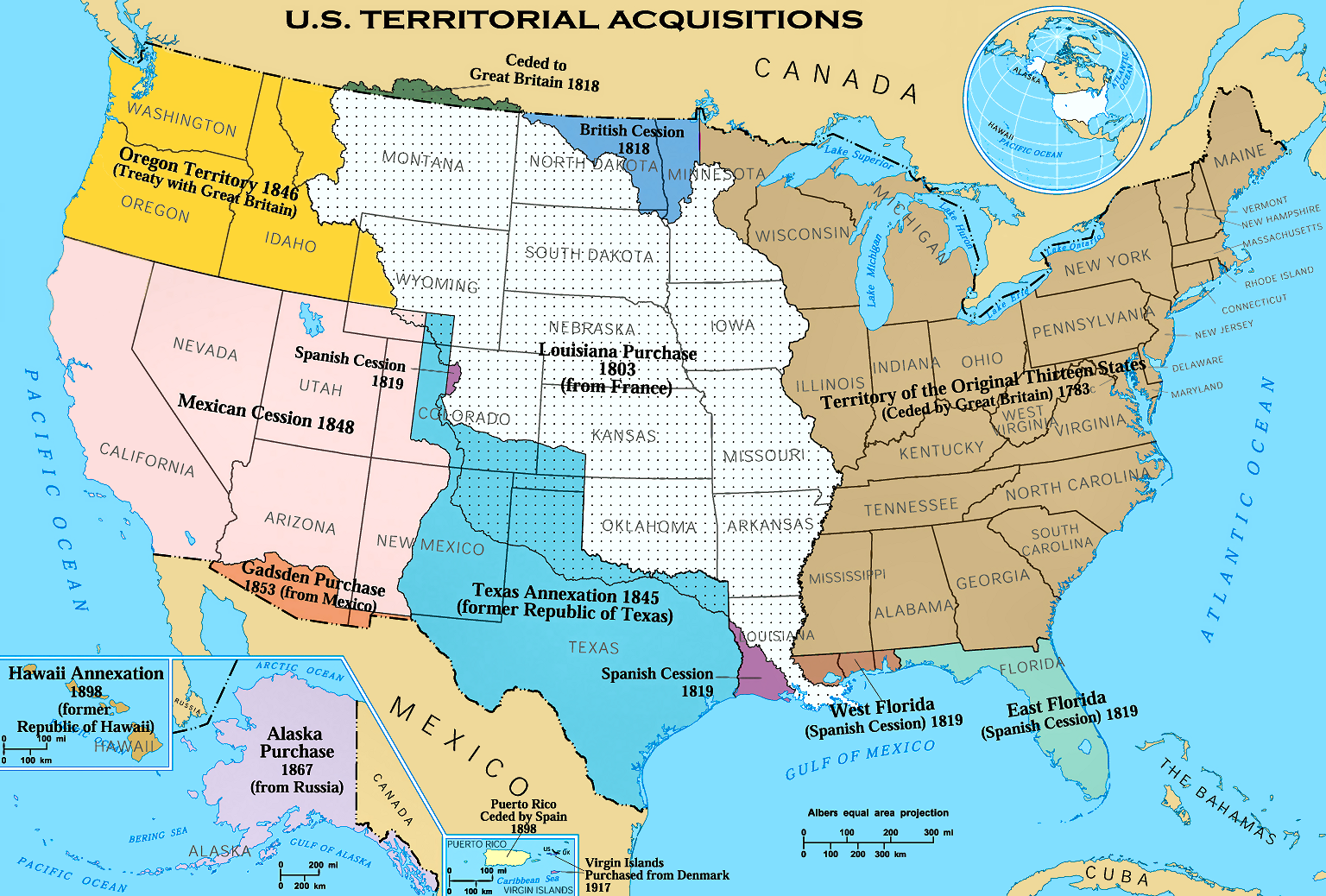
Mapa dos Atlas (cerca de 2005) que descreve as aquisições territoriais.

Esta é uma lista simplificada das aquisições territoriais Estados Unidos, começando com a independência norte-americana. Note que esta lista diz respeito principalmente aos territórios adquiridos de outros Estados-nação, as numerosas aquisições territoriais dos índios norte-americanos não estão listadas aqui. Esta lista exclui protetorados dos Estados Unidos (como a Nicarágua entre 1912-1933) e territórios como a Libéria entre 1822-1847.
- O Tratado de Paris de 1783 com a Grã-Bretanha definiu as fronteiras originais dos Estados Unidos pós-independência. Devido a ambiguidades no tratado, a posse de Machias Seal Island e North Rock permaneceram disputadas entre os EUA e o Canadá; outras ambiguidades territoriais originais (incluindo a disputa fronteiriça do nordeste e o disputado território indígena de Stream) foram resolvidas pelo Tratado Webster-Ashburton em 1842.
- A Compra da Louisiana, concluída em 1803, foi negociada por Robert Livingston, durante a presidência de Thomas Jefferson, o território foi adquirido da França por US$ 15 000 000. Uma pequena parte deste território foi cedida ao Reino Unido em 1818 em troca da Bacia do Rio Vermelho. Mais desta área foi cedida à Espanha em 1819 com a compra da Florida, mas depois foi readquirida pela anexação do Texas e a Cessão mexicana.
- A Flórida Ocidental foi declarada pelo presidente James Madison como uma posse dos EUA em 1810.
- A Tristão da Cunha foi a primeira, embora de curta duração, possessão norte-americana no exterior. Esta remota ilha do Atlântico Sul foi reivindicada em 1810 por Jonathan Lambert de Salem, Massachusetts, que morreu em um acidente de barco em 1812. Durante a Guerra de 1812, os EUA usaram como uma base naval e de pirataria contra navios ingleses. A ilha foi abandonada depois da guerra e anexada dentro de alguns meses ao Reino Unido, juntamente com a Ilha de Ascensão, a fim de impedir que os franceses estabelecessem bases  para resgatar Napoleão Bonaparte a partir de Santa Helena (território).
- Red River Basin, adquirida em 1818 por um tratado com o Reino Unido, nomeadamente a Convenção Anglo-Americana de 1818.
- O Tratado de Adams-Onís de 1819 com a Espanha resultou na cessão da Flórida Oriental e o Sabine Free State espanhol e a entrega pela Espanha de todas as reivindicações para o Oregon Country. O artigo III do tratado, quando devidamente estudado, resultou na aquisição de uma pequena parte central do Colorado[1]
- O Tratado Webster-Ashburton de 1842 concluiu a fronteira entre Estados Unidos e o Canadá (uma colônia britânica na época).
- Anexação do Texas de 1845: Em 1836, a República do Texas votou para ser anexada pelos Estados Unidos. Apesar do fato do México ainda reivindicar o Texas e o líder mexicano Antonio López de Santa Anna avisar que isso seria "equivalente a uma declaração de guerra contra a República Mexicana", o presidente John Tyler assinou um tratado de anexação com Texas em abril de 1844. Depois que James Polk, um forte defensor da expansão territorial, ganhou a presidência, mas antes que ele tomasse posse, o Congresso aprovou a anexação do Texas em 28 de fevereiro de 1845. Em 29 de dezembro de 1845, o Texas tornou-se o 28º Estado. O Texas reivindicou o Novo México, a leste do Rio Grande, mas só tinha feito uma tentativa frustrada de ocupá-lo; o Novo México foi só capturado pelo Exército dos EUA em agosto de 1846 e administrado separadamente do Texas. A resistência terminou com o cerco de Pueblo de Taos em 5 de fevereiro de 1847. O México reconheceu a perda do Texas e do Novo México no Tratado de Guadalupe Hidalgo, assinado 2 de fevereiro de 1848.
- O Oregon Country, zona oeste da América do Norte das Montanhas Rochosas até o Pacífico, era controlada conjuntamente pelos EUA e o Reino Unido na sequência da Convenção Anglo-Americana de 1818 até 15 de junho de 1846 quando o Tratado de Oregon dividiu o território no paralelo 49. O San Juan Islands foram reclamados e ocupados em conjunto pelos EUA e o Reino Unido entre 1846-1872, devido a ambiguidades no Tratado. A arbitragem levou à posse exclusiva pelos EUA das ilhas de San Juan desde 1872.
- A Cessão Mexicana foram capturadas na Guerra Mexicano-Americana em 1846, terminando com a resistência do Tratado de Cahuenga em 13 de janeiro de 1847, e reconhecido pelo México no Tratado de Guadalupe Hidalgo, no México, onde foi aceitado a Fronteira Estados Unidos-México, exceto nas fronteiras para a posterior Compra Gadsden. Os Estados Unidos pagaram US$ 15 milhões e concordaram em pagar as reivindicações feitas pelos cidadãos americanos contra o México, que ascendeu a mais de US$ 3 milhões.
- Compra de Gadsden de 1853, os Estados Unidos compraram um faixa de terra ao longo da fronteira EUA-México por US$ 10 milhões, atualmente, o Novo México e Arizona. Este território foi destinado a uma ferrovia transcontinental do sul.
- A Guano Islands Act de 1856 prevista pelas reivindicações dos EUA para ilhas desocupadas. A Ilha Baker, Ilha Howland, e Ilha Navassa foram anexadas no abrigo das suas disposições em 1857. Atualmente a propriedade de Navassa é disputada entre os EUA e o Haiti. O Atol Johnston foi reivindicado pelos EUA e pelo Havaí em 1858, porém os direitos tornaram-se indiscutíveis para os EUA em 1898, após a anexação do Havaí. O Atol Midway foi descoberto e reivindicado em 1859 e anexado formalmente 1867. O Recife Kingman foi anexado em 1922.
- A Compra do Alasca do Império Russo por 7,2 milhão dólares em 1867.
- Chamizal do México de 1852-1873 devido à mudança de curso do rio Grande. O território foi maioritariamente devolvido ao México por um tratado em 1963.
- A Anexação do Havaí de 1898, a pedido de um governo composto principalmente por empresários europeus e americanos que haviam derrubado o Reino do Havaí. Com o Havai veio o Atol Palmyra que tinha sido anexado pelos EUA em 1859, mas posteriormente abandonado, reivindicado pelo Havaí.
- Porto Rico, Guam e as Filipinas (para o qual os Estados Unidos compensaram a Espanha com $ 20 milhões), cedido pela Espanha após a Guerra Hispano-Americana no Tratado de Paris de 1898. A Espanha renunciou a qualquer reivindicação de soberania sobre Cuba, mas não cede aos Estados Unidos. Todos as quatro territórios destas áreas ficaram sob o Governo Militar dos Estados Unidos (USMG) por períodos prolongados. Cuba se tornou uma nação independente em 1902, e as Filipinas se tornou uma nação independente em 1946.
- Ilha Wake, anexada em 1899 (é atualmente contestada pelas ilhas Marshall.)
- Samoa Americana, ocupada em 1899, feito um território formal em 1929.
  - Tutuila e Ilha Aunuu cedidas por seus chefes em 1900, em seguida, adicionado a Samoa Americana.
  - Manua, anexado em 1904, em seguida, adicionado a Samoa Americana.
  - Ilha Swains, anexado em 1925 (ocupado desde 1856), em seguida, adicionado a Samoa Americana (a afirmação é contestada atualmente por Tokelau, um território colonial da Nova Zelândia).
- Ilhas Virgens Americanas, comprada da Coroa dinamarquesa por US $ 25 milhões em 17 de janeiro de 1917 durante a Primeira Guerra Mundial, os habitantes das Ilhas Virgens tornaram-se cidadãos americanos em 1927.
- Ilha Jarvis, recuperada em 1935, anteriormente anexada em 1858, mas abandonada em 1879.
- Os Estados Unidos administraram as ilhas Ryukyu e a Coreia do Sul do Império Japonês após a Segunda Guerra Mundial em 1945. As ilhas Ryukyu foram devolvidas ao Japão em 1972, enquanto a Coreia do Sul tornou-se independente.
- Em 1946, os Estados Unidos se ofereceram para comprar a Groenlândia da Dinamarca por US$ 100 000 000, mas a Dinamarca não concordou em vender .[2]
- Ilhas Marshall, Estados Federados da Micronésia, Ilhas Marianas do Norte e Palau, ocupadas pelos Estados Unidos durante a Segunda Guerra Mundial, foram formalizados sob o regime de tutela da ONU em 1947. A Micronésia e Ilhas Marshall alcançaram a independência em 1986 e Palau em 1994, através de Tratado de Livre Associação.
- O Tratado de Limites de 1970 transferiu 2 702,9 acres (10,938 km²) do território mexicano para os EUA. Em troca, os EUA cederam 2 087,87 hectares (8,4493 km²) para o México, incluindo a pequena cidade de Rio Rico, Texas.